# کوس علی
کوس علی یک روستا در ایران است که در دهستان نهرمیان واقع شده‌است. کوس علی ۲۳۳ نفر جمعیت دارد.